# Ailuropoda microta
Ailuropoda microta (лат.) — вид вымерших млекопитающих рода большие панды семейства медвежьих. Самый ранний известный предок большой панды. Существовал с плиоцена по ранний плейстоцен. Длина его тела составляла 1 м; современная большая панда вырастает до размера более 1,5 м. Следы на зубах Ailuropoda microta позволяют предположить, что он питался бамбуком, основной пищей большой панды. Возраст первого обнаруженного черепа животного из известняковой пещеры на юге Китая оценивается в 2 миллиона лет. Найденный череп примерно вдвое меньше черепа современной большой панды, но анатомически очень на него похож. Это позволяет предположить, что большие панды эволюционировали более 3 миллионов лет как совершенно отдельная от других медведей ветвь.